# تولولو ۲۳۲۶
سیارک ۲۳۲۶ (به انگلیسی: 2326 Tololo، نامگذاری:1965QC) دو هزار و سیصد و بیست و ششمین سیارک کشف شده‌است که در ۲۹ اوت ۱۹۶۵ کشف شد.
قدر مطلق سیارک برابر ۱۱٫۱۰ است.